# Santa Cristina de Arões
Santa Cristina de Arões is een plaats (freguesia) in de Portugese gemeente Fafe en telt 1352 inwoners (2001).

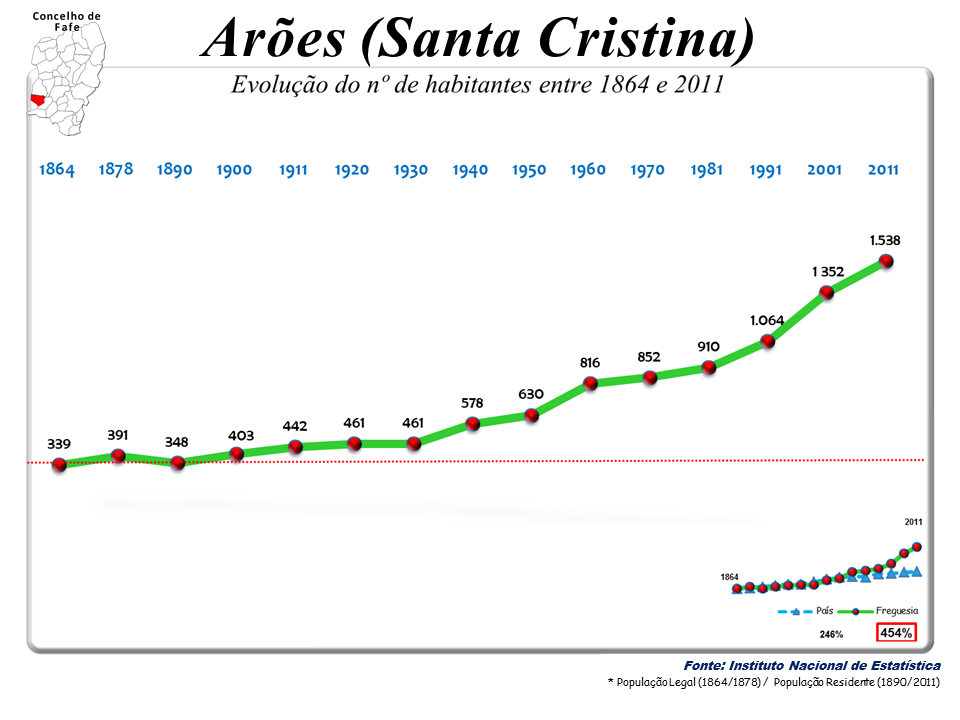
Bevolkingsontwikkeling tussen 1864 en 2011